# La Haye-Pesnel

La Haye-Pesnel este o comună în departamentul Manche, Franța. În 1 ianuarie 2022 avea o populație de 1.261 de locuitori.